# Золотая медаль имени А. М. Обухова
Золотая медаль имени А. М. Обухова — медаль, присуждаемая с 2016 года Российской академией наук.
Присуждается Отделением наук о Земле РАН за выдающиеся научные работы в области наук об атмосфере.

## История
Награда названа в честь российского и советского академика А. М. Обухова. Учреждена в 2016 году с целью увековечения памяти академика АН СССР A.M. Обухов, первое награждение состоялось в 2018 году.

## Список награждённых
- 2018 — Георгий Сергеевич Голицын — за работы, внесшие выдающийся вклад в исследования магнитной гидродинамики, разработку ряда теорий в области планетологии, теории климата, физики атмосферы и геофизики: общей циркуляции планетных атмосфер, возникновения ураганов и других интенсивных атмосферных вихрей, радиационных эффектов и тепломассообмена между океаном и атмосферой и ряда других природных процессов и явлений[1]
- 2023 — доктор физико-математических наук, профессор РАН Евгений Михайлович Володин — за работы, внесшие выдающийся вклад в развитие математического моделирования климатической системы Земли